# Олександр Кадоган
Александер Монтегю Джордж Кадоган, сер, (англ. Sir Alexander Montagu George Cadogan) (25 листопада 1884—9 липня 1968) — дипломат Сполученого Королівства Великої Брита́нії та Півні́чної Ірла́ндії. Перший постійний представник Великої Британії при Організації Об'єднаних Націй.

## Життєпис

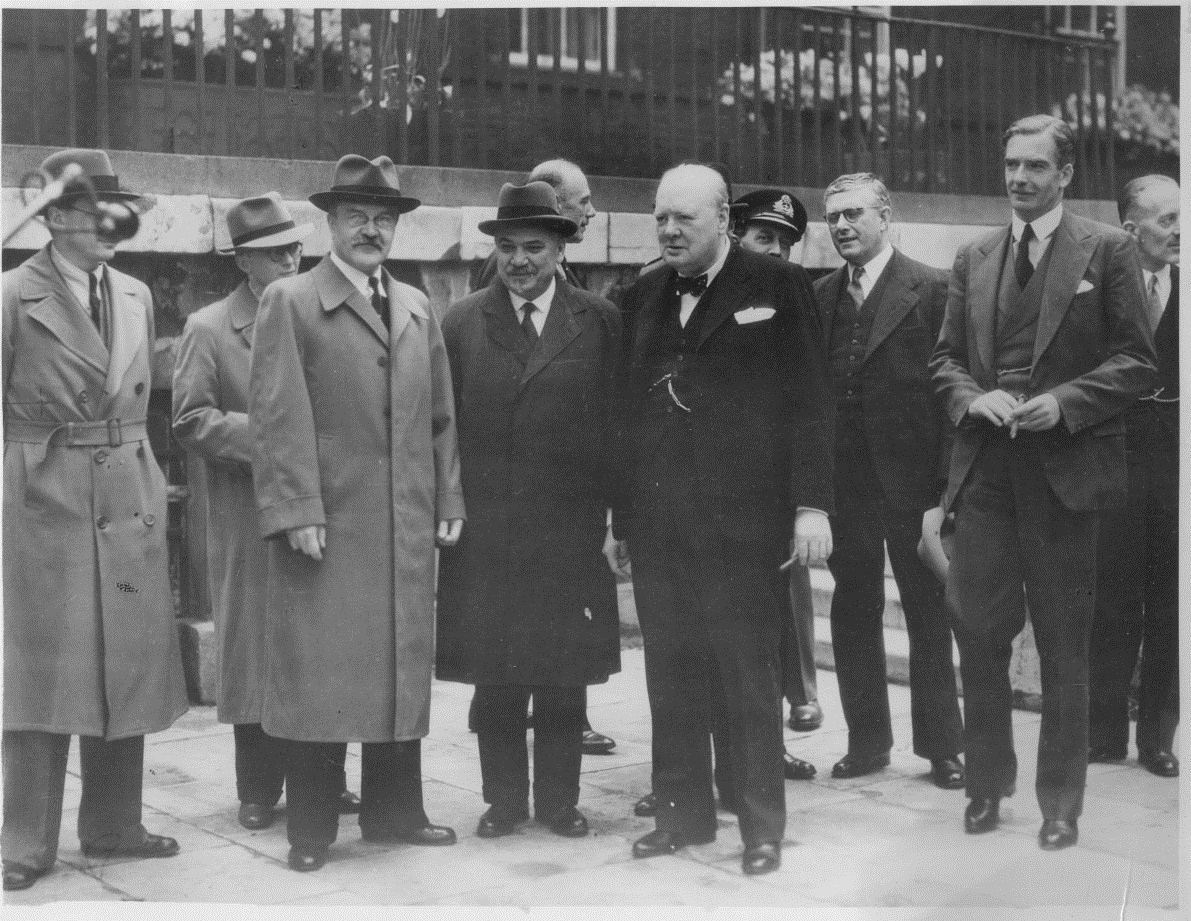

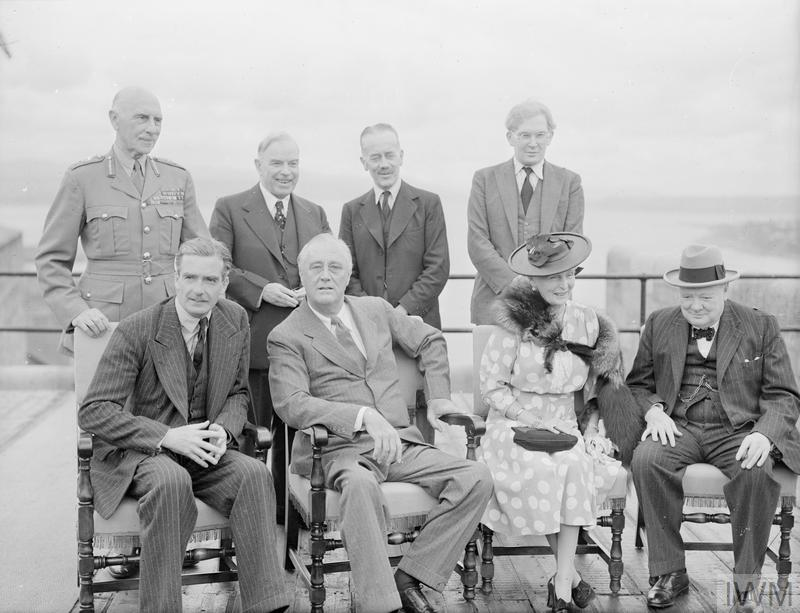

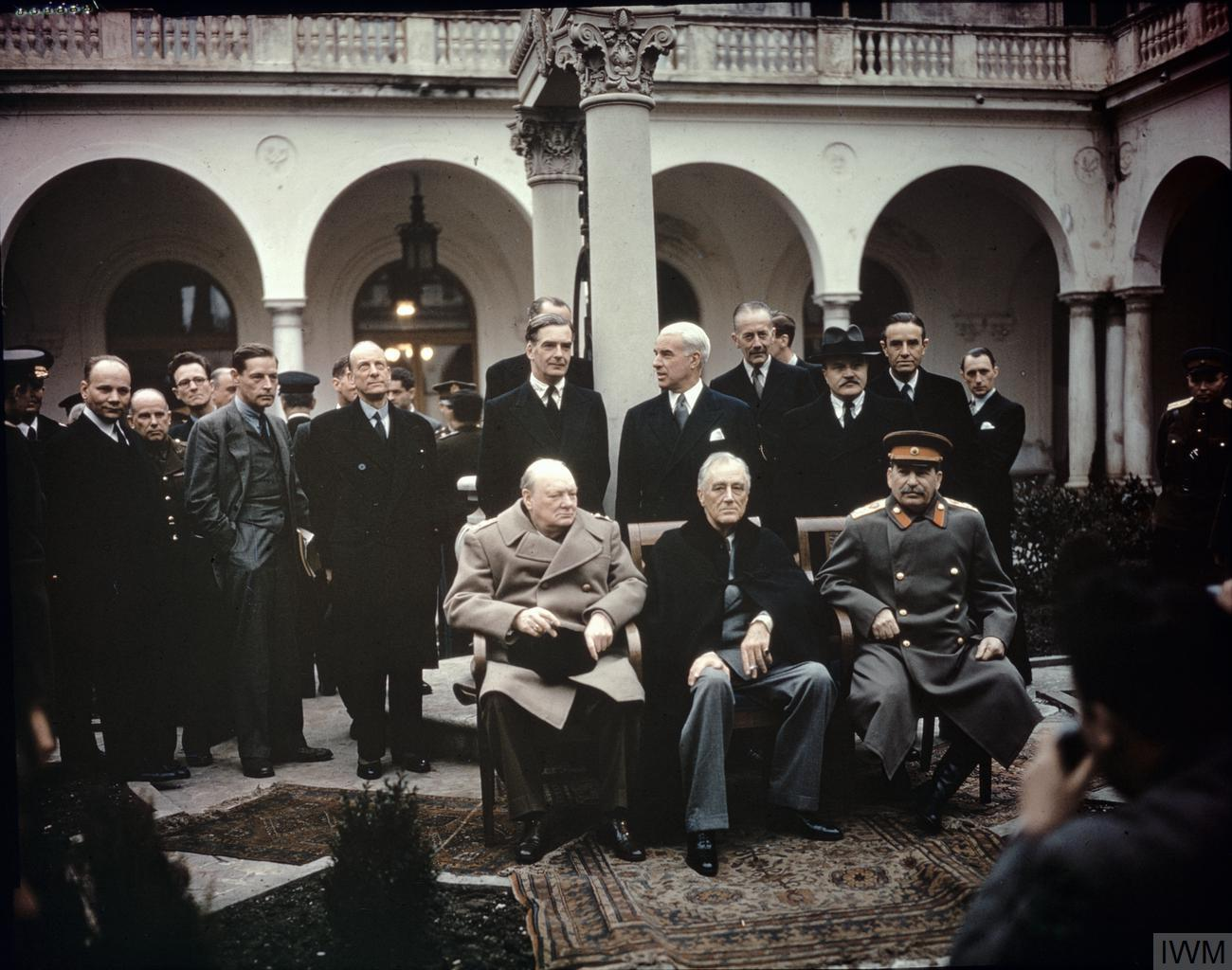